# The Hail Mary Game
L'Hail Mary Game (traducibile letteralmente come "partita dell'Ave Maria") è il soprannome dell'incontro di football americano valevole per gli NFC Divisional Playoff della stagione NFL 1975, disputatosi il 28 dicembre 1975 a Bloomington, nello Stato del Minnesota (Stati Uniti d'America), tra i Minnesota Vikings padroni di casa e gli ospiti Dallas Cowboys.
Il match in questione sdoganò da quel momento nel mondo del football il termine Hail Mary pass (traducibile letteralmente come "passaggio dell'Ave Maria"), da cui prende il nome, per designare un tentativo disperato di realizzare un lungo passaggio, con una probabilità di successo molto ridotta, effettuato solitamente in prossimità o alla fine del 2° o 4° quarto. Il suo autore, il quarterback dei Cowboys Roger Staubach, disse infatti a proposito della giocata "Chiusi i miei occhi e dissi un'Ave Maria", e da questo retroscena la giocata prese il nome con cui passò alla storia.

## Premesse
Sebbene L'Hail Mary pass divenne famoso con la giocata di Staubach, la giocata in sé e per sé non deve la paternità al quarterback dei Cowboys, ma quantomeno ad episodi avvenuti a cavallo tra gli anni '20 e gli anni '30 del ventesimo secolo, che videro protagonisti giocatori dei Notre Dame Fighting Irish, squadra di football della cattolica università statunitense di Notre Dame.

## La partita

### L'antefatto
Dopo un primo tempo avaro di emozioni con i soli Vikings capaci di andare a segno con un touchdown del running back Chuck Foreman e col punto addizionale trasformato dal placekicker Fred Cox, il secondo tempo si aprì con il pareggio momentaneo dei Cowboys, che con un touchdown del running back Doug Dennison ed il punto addizionale trasformato dal kicker Toni Fritsch riportarono il match sul 7 pari. A quel punto le due squadre si sarebbero giocate il passaggio del turno nel 4º ed ultimo quarto. I primi ad andare a segno furono i Cowboys che con un field goal da 24 yard trasformato da Fritsch si portarono avanti di 3 punti. In seguito, quando mancavano 1'51" al termine dell'incontro, Fran Tarkenton riuscì a mandare in touchdown Brent McClanahan e Cox trasformò il punto addizionale che portava Minnesota sul 10-14 e non lasciava ai Cowboys nessun'altra speranza se non quella di mettere a segno un difficilissimo touchdown (un field goal da 3 punti non sarebbe stato evidentemente sufficiente).

### La giocata

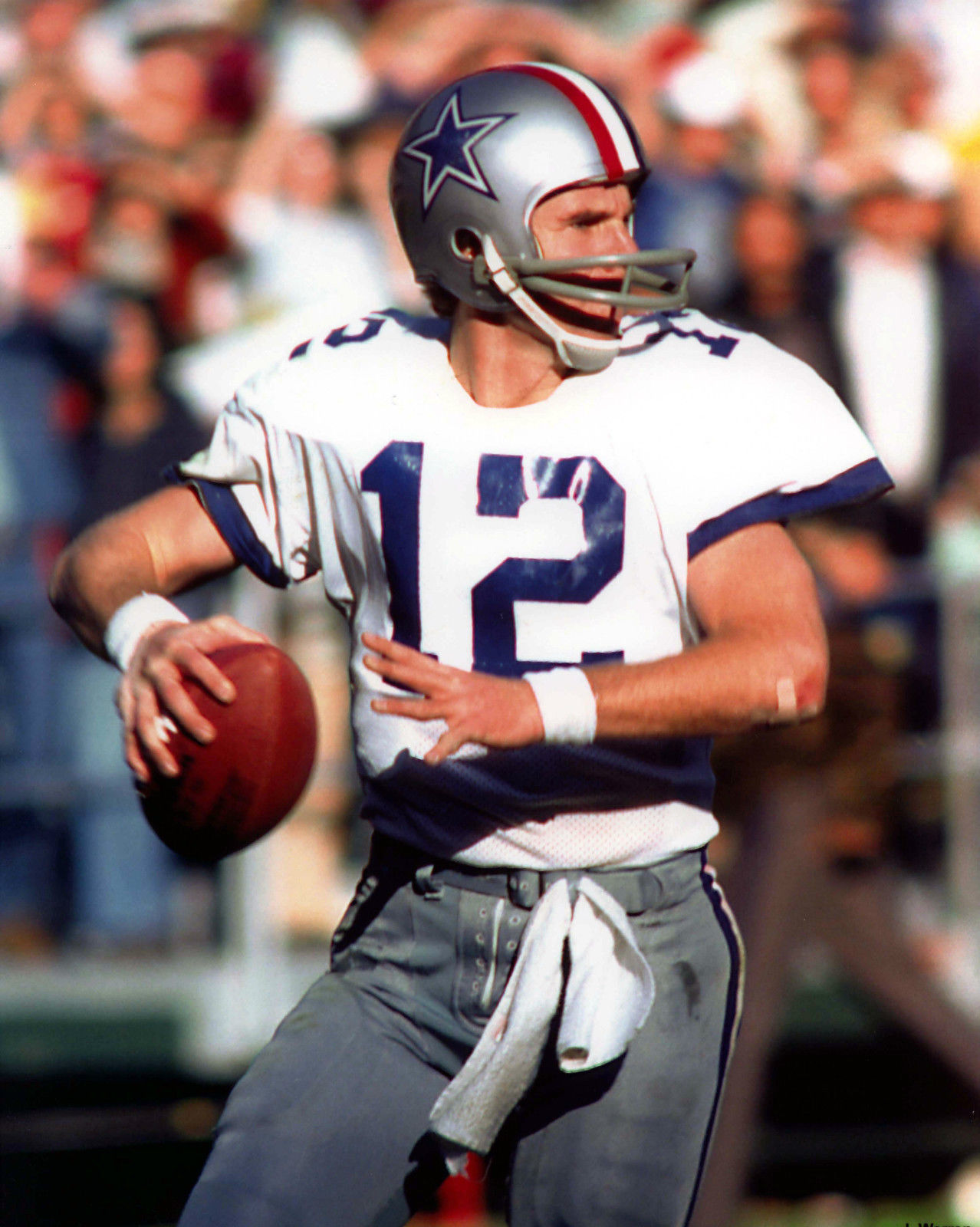
Roger Staubach, l'autore dell'Hail Mary pass.

Il drive prese inizio dalla linea delle 15 yard dei Cowboys per poi giungere, quando mancavano soli 37" alla fine del match, a metà campo, grazie ad un coriaceo Roger Staubach che affrontò i Purple People Eaters con le costole rese ancor più doloranti dal freddo del Minnesota. I padroni di casa già pregustavano la vittoria in quanto con quei pochi secondi rimasti, anche solo un sack da parte della loro difesa e la partita avrebbe visto scorrere i titoli di coda. Staubach allora in un primo momento cercò di raggiungere il proprio running back Preston Pearson con un lancio corto nel mezzo, ma l'ovale cadde a terra ed il passaggio fu dichiarato incompleto. Passati altri 5" non gli rimaneva che giocarsi il tutto per tutto: schierata nuovamente l'offensive line nella formazione a shotgun, Staubach, letteralmente in giornata di grazia (concluse la partita con 17 passaggi su 29 tentativi per 246 yard), ricevette la palla e fintò il passaggio alla sua sinistra, quindi si girò a destra e lanciò un profondo passaggio sul lungo-linea destro, laddove si trovava il proprio wide receiver Drew Pearson seguito come un'ombra dal cornerback dei Vikings Nate Wright. Entrambi corsero verso l'esterno del campo, dove l'ovale stava dirigendosi, quando Wright cadde a terra a seguito di un contatto con Pearson che, dopo aver agganciato a malapena il passaggio bloccandolo con l'anca all'altezza delle 5 yard dei Vikings, girandosi segnò indisturbato in piedi l'incredibile touchdown che portò i Cowboys sul 16-14. Fritsch mise poi a segno il punto addizionale del 17-14 finale, oramai comunque ininfluente dato il punteggio e il tempo rimanente. C'è da dire comunque che sul passaggio da primo down Page fu trattenuto e subì un tackle, ed altrettanto accadde a Mark Mullaney in occasione del passaggio da touchdown di Staubach. Entrambe le infrazioni passarono inosservate o comunque non chiamate.

### Le immediate reazioni ed il post-partita

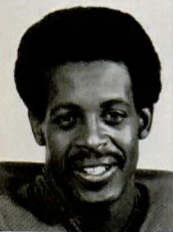
Nate Wright, sfortunato protagonista della giocata

Come Pearson entrò nella endzone per segnare, il free safety dei Vikings Paul Krause andò a protestare con il giudice di campo Armen Terzian per una penalità per interferenza non chiamata sul receiver texano. In quel momento dagli spalti volò di tutto compresa un'arancia che sfiorò Pearson all'altezza della goal line e che alcuni tra i Vikings scambiarono erroneamente per una penalty flag arancione contro Wright. Il defensive tackle Alan Page discusse animatamente con gli ufficiali di gara tanto che nel kickoff seguente fu comminato un arretramento di 15 yard come penalità per condotta antisportiva. Inoltre nel possesso successivo, quando mancavano 14" al termine del match, una bottiglia di whisky Corby lanciata da uno spettatore colpì Terzian che perse conoscenza e, costretto ad uscire fuori dal campo per essere medicato (prima gli fu fasciata la testa ed in seguito rimediò 11 punti di sutura), fu sostituito dall'ufficiale di gara Charley Musser.
A fine partita, l'allenatore-capo Bud Grant disse: "Dal nostro lato del campo non c'è dubbio che Nate sia stato spinto. Alcun dubbio. Lui (Pearson) non aveva nulla da perdere. Se gli avessero chiamato contro la penalità, cosa avrebbe perso? Si sarebbero dovuti schierare nuovamente e tentare un altro passaggio lungo. C'era una possibilità su cento di farcela, ma era l'unica possibilità che aveva". E Tarkenton aggiunse: "Ho avuto una visione chiara della scena. (Pearson) Gli ha agganciato il braccio ed ha spinto Nate giù. Era senza alcun dubbio un'interferenza offensiva sul passaggio". Wright lasciò gli spogliatoi senza parlare con i giornalisti ma confidò al compagno di squadra, lo strong safety Terry Brown, "Ce l'avevo, poi improvvisamente mi sono ritrovato a terra". E Brown aggiunse: "Ero sicuro che Nate l'avrebbe intercettato fino a quando non entrò in contatto con Pearson". Foreman, anch'egli vicino all'azione, disse: "Ho visto Nate pronto per l'intercetto quando il receiver l'ha colpito. Ma non critico gli arbitri. Sbaglio io come possono sbagliare anche loro, solo che quest'errore ci è costato molto. Senza nulla togliere a quanto fatto da Cowboys". In seguito, proprio a Foreman, Pearson confiderà di aver intenzionalmente commesso un'interferenza offensiva sul passaggio.

## Conseguenze
L'iconico passaggio di Staubach divenne in poco tempo talmente popolare che il termine "Hail Mary" fu da quel momento in avanti adottato non solo nell'ambiente del football per indicare l'ultima disperata azione con poche probabilità di riuscita (precedentemente nota come "Alley-Oop"), ma anche per indicare la medesima azione in altri sport come ad esempio il basket (Hail Mary shot). Il termine inoltre sconfinò anche in altri ambiti, come ad esempio nella fotografia dove con il termine Hail Mary shot si indica uno scatto effettuato con la reflex posta sopra la testa o comunque lontano dall'obiettivo, ed entrò più in generale nel parlato comune, per indicare un ultimo disperato tentativo di raggiungere il proprio obiettivo con poche possibilità di riuscita.
La concitazione della partita costò purtroppo cara al sessantatreenne reverendo Dallas Tarkenton sr., padre del quarterback dei Vikings Fran Tarkenton, che stava guardando la partita in tv nella sua casa a Savannah (Georgia): egli mentre era seduto sulla sedia, come raccontò l'altro suo figlio Dallas Tarkenton jr., cominciò a boccheggiare per poter respirare e nonostante l'immediato intervento sia del figlio tramite la respirazione bocca a bocca, sia dell'ambulanza, non riuscì a salvarsi dallo spietato attacco cardiaco, giungendo all'ospedale di Savannah ormai morto. Fran venne a sapere l'accaduto solo poco tempo dopo aver lasciato lo stadio.

## Tabellino
| Arbitro: | Chuck Heberling |

| |            | |
| D. Dennison Q3 (TD) corsa da 4 yd T. Fritsch Q3 (pat) F. Fritsch Q4 (FG) 24 yd D. Pearson Q4 (TD) ricezione da 50 yd T. Fritsch Q4 (pat) | Marcatori  | C. Foreman Q2 (corsa da 1 yd) F. Cox Q2 (pat) B. McClanahan Q4 (TD) corsa da 1 yd F. Cox Q4 (pat) |
| Roger Staubach QB Preston Pearson RB Robert Newhouse FB Drew Pearson WR Golden Richards WR Jean Fugett TE Ralph Neely LT Burton Lawless LG John Fitzgerald C Blaine Nye RG Rayfield Wright RT Too Tall Jones LDE Jethro Pugh LDT Larry Cole RDT Harvey Martin RDE Dave Edwards LLB Lee Roy Jordan MLB D.D. Lewis RLB Mark Washington LCB Mel Renfro RCB Charlie Waters SS Cliff Harris FS | Formazioni | QB Fran Tarkenton RB Chuck Foreman FB Ed Marinaro WR John Gilliam WR Jim Lash TE Stu Voigt LT Steve Riley LG Andy Maurer C Mick Tingelhoff RG Ed White RT Ron Yary LDE Carl Eller LDT Doug Sutherland RDT Alan Page RDE Jim Marshall LLB Fred McNeill MLB Jeff Siemon RLB Wally Hilgenberg LCB Nate Wright RCB Bobby Bryant SS Terry Brown FS Paul Krause |
| Tom Landry | Allenatori | Bud Grant |